# Południowo-Wschodni Instytut Naukowy
Południowo-Wschodni Instytut Naukowy (PWIN) – polska organizacja naukowa, utworzona w Przemyślu 2 lutego 1990.
Zajmuje się prowadzeniem badań nad mniejszościami narodowymi w Polsce oraz stosunkami Polaków z narodami Europy Południowo-Wschodniej, zwłaszcza Ukraińcami. Posiada obszerną bibliotekę, prowadzi również działalność wydawniczą.